# 24-Stunden-Rennen auf dem Nürburgring 2021

Streckenführung für das 24-Stunden-Rennen

Das 49. 24-Stunden-Rennen auf dem Nürburgring fand zwischen dem 3. und dem 6. Juni 2021 auf dem Nürburgring statt.
Nachdem das 24-Stunden-Rennen auf dem Nürburgring im Vorjahr wegen der COVID-19-Pandemie von 21. bis 24. Mai auf 24. bis 27. September 2020 verschoben werden musste, fand das Rennen 2021 wieder zum gewohnten Termin statt.
Titelverteidiger war das Team Rowe Racing, welches 2020 das Rennen mit einem BMW M6 GT3 mit dem Niederländer Nicky Catsburg und den beiden Briten Alexander Sims und Nick Yelloly gewann. Neben Catsburg und Yelloly wird das Fahrzeug 2021 von John Edwards und Philipp Eng pilotiert. Das Fahrzeug gehörte nach dem erneuten Start am Sonntag noch zu den möglichen Siegern, erlitt in Runde 42 jedoch einen Elektrikdefekt und schied aus.

## Rennverlauf
Aufgrund von schlechten Sichtverhältnissen durch Nebel wurde das Rennen von Samstagabend um 21:29 Uhr bis Sonntagmorgen um 11.59 Uhr unterbrochen.

### Ergebnis
| \| Platz \| Nr. \| Klasse \| Klasse \| Team \| Fahrer \| Fahrzeug \| Runden \| \| ----- \| --- \| ------ \| ------ \| --------------------------------- \| ----------------------------------------------------------------------- \| ----------------- \| ------ \| \| 1 \| 911 \| SP 9 \| Pro \| Manthey-Racing \| Matteo Cairoli Michael Christensen Kévin Estre \| Porsche 911 GT3 R \| 59 \| \| 2 \| 98 \| SP 9 \| Pro \| Rowe Racing \| Connor De Phillippi Martin Tomczyk Sheldon van der Linde Marco Wittmann \| BMW M6 GT3 \| 59 \| \| 3 \| 7 \| SP 9 \| Pro \| Mercedes-AMG Team GetSpeed \| Maximilian Götz Daniel Juncadella Raffaele Marciello \| Mercedes-AMG GT3 \| 59 \| \| 4 \| 44 \| SP 9 \| Pro \| Falken Motorsports \| Klaus Bachler Martin Ragginger Sven Müller Alessio Picariello \| Porsche 911 GT3 R \| 59 \| \| 5 \| 2 \| SP 9 \| Pro \| Audi Sport Team Car Collection \| Christopher Haase Nico Müller Markus Winkelhock \| Audi R8 LMS GT3 \| 59 \| \| 6 \| 20 \| SP 9 \| Pro \| Schubert Motorsport \| Jesse Krohn Jens Klingmann Alexander Sims Stef Dusseldorp \| BMW M6 GT3 \| 59 \| \| 7 \| 8 \| SP 9 \| Pro \| Mercedes-AMG Team GetSpeed \| Jules Gounon Fabian Schiller Matthieu Vaxivière \| Mercedes-AMG GT3 \| 59 \| \| 8 \| 23 \| SP 9 \| Pro-Am \| Huber Motorsport \| Philipp Neuffer Stefan Aust Nico Menzel Marco Seefried \| Porsche 911 GT3 R \| 59 \| \| 9 \| 33 \| SP 9 \| Pro \| Falken Motorsports \| Klaus Bachler Dirk Werner Thomas Preining Lance David Arnold \| Porsche 911 GT3 R \| 59 \| \| 10 \| 40 \| SP 9 \| Pro \| 10Q Racing Team Hauer & Zabel GbR \| Kenneth Heyer Thomas Jäger Yelmer Buurman Dominik Baumann \| Mercedes-AMG GT3 \| 58 \| |     | - Fett – Klassensieger |        |                                   |                                                                         |                   |        |
| Platz | Nr. | Klasse                 | Klasse | Team                              | Fahrer                                                                  | Fahrzeug          | Runden |
| 1 | 911 | SP 9                   | Pro    | Manthey-Racing                    | Matteo Cairoli Michael Christensen Kévin Estre                          | Porsche 911 GT3 R | 59     |
| 2 | 98  | SP 9                   | Pro    | Rowe Racing                       | Connor De Phillippi Martin Tomczyk Sheldon van der Linde Marco Wittmann | BMW M6 GT3        | 59     |
| 3 | 7   | SP 9                   | Pro    | Mercedes-AMG Team GetSpeed        | Maximilian Götz Daniel Juncadella Raffaele Marciello                    | Mercedes-AMG GT3  | 59     |
| 4 | 44  | SP 9                   | Pro    | Falken Motorsports                | Klaus Bachler Martin Ragginger Sven Müller Alessio Picariello           | Porsche 911 GT3 R | 59     |
| 5 | 2   | SP 9                   | Pro    | Audi Sport Team Car Collection    | Christopher Haase Nico Müller Markus Winkelhock                         | Audi R8 LMS GT3   | 59     |
| 6 | 20  | SP 9                   | Pro    | Schubert Motorsport               | Jesse Krohn Jens Klingmann Alexander Sims Stef Dusseldorp               | BMW M6 GT3        | 59     |
| 7 | 8   | SP 9                   | Pro    | Mercedes-AMG Team GetSpeed        | Jules Gounon Fabian Schiller Matthieu Vaxivière                         | Mercedes-AMG GT3  | 59     |
| 8 | 23  | SP 9                   | Pro-Am | Huber Motorsport                  | Philipp Neuffer Stefan Aust Nico Menzel Marco Seefried                  | Porsche 911 GT3 R | 59     |
| 9 | 33  | SP 9                   | Pro    | Falken Motorsports                | Klaus Bachler Dirk Werner Thomas Preining Lance David Arnold            | Porsche 911 GT3 R | 59     |
| 10 | 40  | SP 9                   | Pro    | 10Q Racing Team Hauer & Zabel GbR | Kenneth Heyer Thomas Jäger Yelmer Buurman Dominik Baumann               | Mercedes-AMG GT3  | 58     |

### Alle Klassensieger
| Gesamtrang | Klasse | Fahrzeug                       | Team                                        | Fahrer                                                                      |
| ---------- | ------ | ------------------------------ | ------------------------------------------- | --------------------------------------------------------------------------- |
| 1          | SP 9   | #911 Porsche 911 GT3 R         | Manthey-Racing                              | Matteo Cairoli / Michael Christensen / Kévin Estre                          |
| 16         | SP-X   | #25 Mercedes-AMG GT3           | Space Drive Racing                          | Dominik Farnbacher / Darren Turner / Tim Scheerbarth / Philip Ellis         |
| 21         | Cup-X  | #114 KTM X-BOW GTX             | True Racing                                 | Reinhard Kofler / Johannes Stuck / Ferdinand Stuck                          |
| 25         | SP 10  | #34 Mercedes-AMG GT4           | Schnitzelalm Racing GmbH                    | Marcel Marchewicz / Marek Böckmann                                          |
| 84         | SP 4   | #325 BMW 325i E90              |                                             | Karsten Meurer / Volker Schackmann / Klaus Müller                           |
| 26         | SP 8T  | #36 Mercedes-AMG GT4           | BLACK FALCON Team TEXTAR                    | Kaya Mehmet Mustafa / Gabriele Piana / Mike Stursberg / Ersin Yücesan       |
| 32         | TCR    | #830 Hyundai Elantra N         | Hyundai Motorsport N                        | Marc Basseng / Manuel Lauck / Moritz Oestreich                              |
| 34         | Cup 3  | #305 Porsche 718 Cayman GT4 CS | G-Tech Competition                          | Fabio Grosse / Max Kronberg / Ben Bünnagel                                  |
| 36         | SP 3T  | #10 VW Golf GTI TCR            | Max Kruse Racing                            | Benjamin Leuchter / Andreas Gülden / Christian Gebhardt / Nick Hancke       |
| 37         | SP 7   | #80 Porsche 911 GT3 CUP        | Huber Motorsport                            | Hans Wehrmann / Ulrich Berg / Marco van Ramshorst / Alex Mies               |
| 42         | AT     | #320 Porsche 911 GT3 Cup II    | Four Motors Bioconcept-Car                  | Smudo / Thomas Kiefer / Charles Kauffman                                    |
| 45         | SP 8   | #53 Audi R8 LMS                | GITI TIRE MOTORSPORT                        | Carrie Schreiner / Celia Martin/Pippa Mann / Christina Nielsen              |
| 51         | V2 T   | #159 BMW 330i                  | fk Performance Gbr                          | Christian Konnerth / Ranko Mijatovic / Moritz Oberheim / Miklas Born        |
| 56         | V6     | #132 Porsche Cayman S          | Team Mathol Racing                          | Wolfgang Weber / Alexander Fielenbach / Wolfgang Kaufmann / Ioannis Smyrlis |
| 57         | SP 4T  | #86 Porsche 718 Cayman GTS     |                                             | Jacek Pydys / Yann Munhowen / Pier Alain / Peter Cate                       |
| 65         | Cup 5  | #242 BMW M2 CS Racing          | Adrenalin Motorsport Team Alzner Automotive | Einar Thorsen / Charles Oakes / Rudi Speich / Roland Waschkau               |
| 71         | V4     | #151 BMW E90 325               |                                             | Florian Quante / Jürgen Huber / Oliver Frisse / Simon Sagmeister            |
| 73         | SP 3   | #120 Toyota Corolla Altis      | Toyota Gazoo Racing Team                    | Grant Supaphongs / Jian Hong Chen / Kawamura Naoki                          |
| 76         | BMW M2 | #231 BMW M240i Racing          | Adrenalin Motorsport Team Alzner Automotive | Herwarth Wartenberg / Thomas Ardelt / David Drinkwater / Simon Kiemund      |
| 86         | SP 6   | #81 BMW M3 CSL                 | Hofor Racing                                | Martin Kroll / Michael Kroll / Chantal Prinz / Gustav Engljähringer         |
| 89         | SP 2T  | #165 Hyundai i20 N             | Hyundai Motorsport N                        | Kai Jordan / Markus Lungstrass / Marc Ehret / Guido Naumann                 |

## Rahmenprogramm
Im Rahmenprogramm wurden unter anderem Rennen des Tourenwagen-Weltcups veranstaltet. Die Veranstaltung wurde am 3. Juni durch einen Wertungslauf der Rundstrecken-Challenge Nürburgring eröffnet. Außerdem wurde – wie inzwischen jedes Jahr – auch das Rennen der 24h-Classic über drei Stunden ausgetragen. Bei diesem Rennen nehmen überwiegend Fahrzeuge älterer Baujahre teil, die so auch früher bei 24-Stunden-Rennen am Nürburgring am Start waren. Zusätzlich wurden in diesem Jahr auch Rennen der Tourenwagen-Legenden veranstaltet. Es handelt sich dabei um Tourenwagen, die in der DTM, der ITC und im STW in den 1980er und 1990er Jahren fuhren.

## Besonderheiten
Wie auch im letzten Jahr ging das Projekt „Girls only – Ready to rock the Green Hell“ an den Start. Das Team GITI TIRE MOTORSPORT BY WS RACING mit der Startnummer 53 bestand – auch bei Teamleitung und der Technik – ausschließlich aus Frauen. Nachdem das Team im Vorjahr noch mit einem Golf GTI TCR fuhr, wurde das Fahrzeug für das Rennen 2021 durch einen Audi R8 LMS ersetzt. Wie auch 2020 waren Carrie Schreiner und Célia Martin als Fahrerinnen Teil des Teams, für 2021 saßen zudem Christina Nielsen und Pippa Mann im Fahrzeug.
Das Rennen 2021 stand auch unter dem Eindruck der wenige Monate zuvor verstorbenen Sabine Schmitz. Sie war die erste und ist bis heute die einzige Frau, die das 24-Stunden-Rennen auf dem Nürburgring gewinnen konnte. Nach 1996 gewann sie das Rennen 1997 ein zweites Mal. Die Rennen gewann sie für das Team Scheid Motorsport in einem BMW M3 der Gruppe N. Nachdem Schmitz mit einem Stift auf die Seite das ursprünglich weißen Fahrzeugs die Silhouette der Nordschleife malte, war auch der Spitzname „Eifelblitz“ für den M3 geboren. Am Freitagabend vor dem Top-Qualifying fuhr ihr ehemaliger Teamkollege und Teamchef Johannes Scheid einen Nachbau des damaligen Rennfahrzeugs für eine Ehrenrunde über die Nordschleife. Auch das Team Frikadelli rund um den Teamchef und ihren Lebensgefährten Klaus Abbelen gedachte Schmitz und führte sie auf beiden Porsche 911 GT3 R als Fahrerin.

## Zeitplan

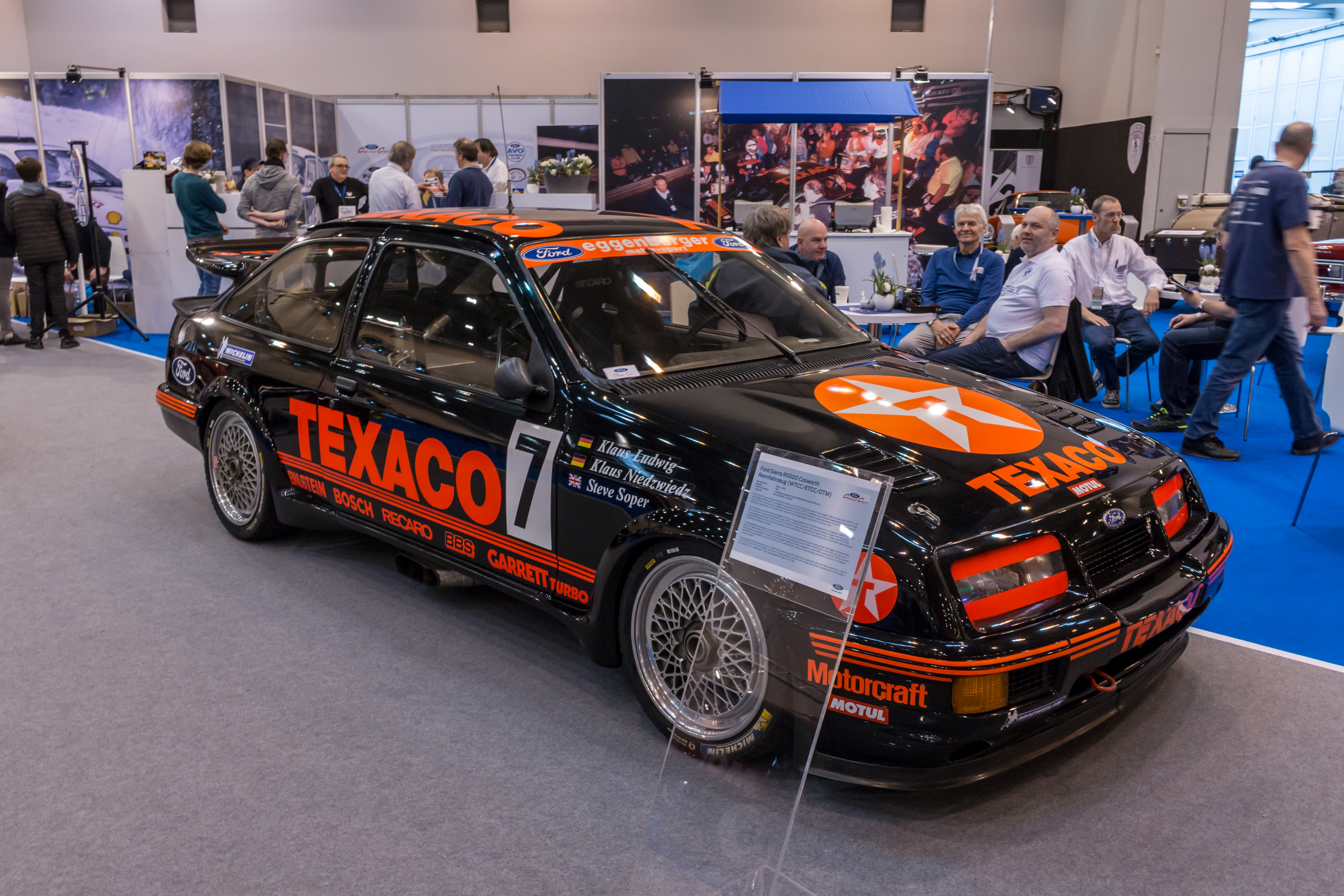
Ford Sierra RS500, Tourenwagen-„Legende“ der DTM und Gesamtsieger 24-Stunden-Rennen 1987

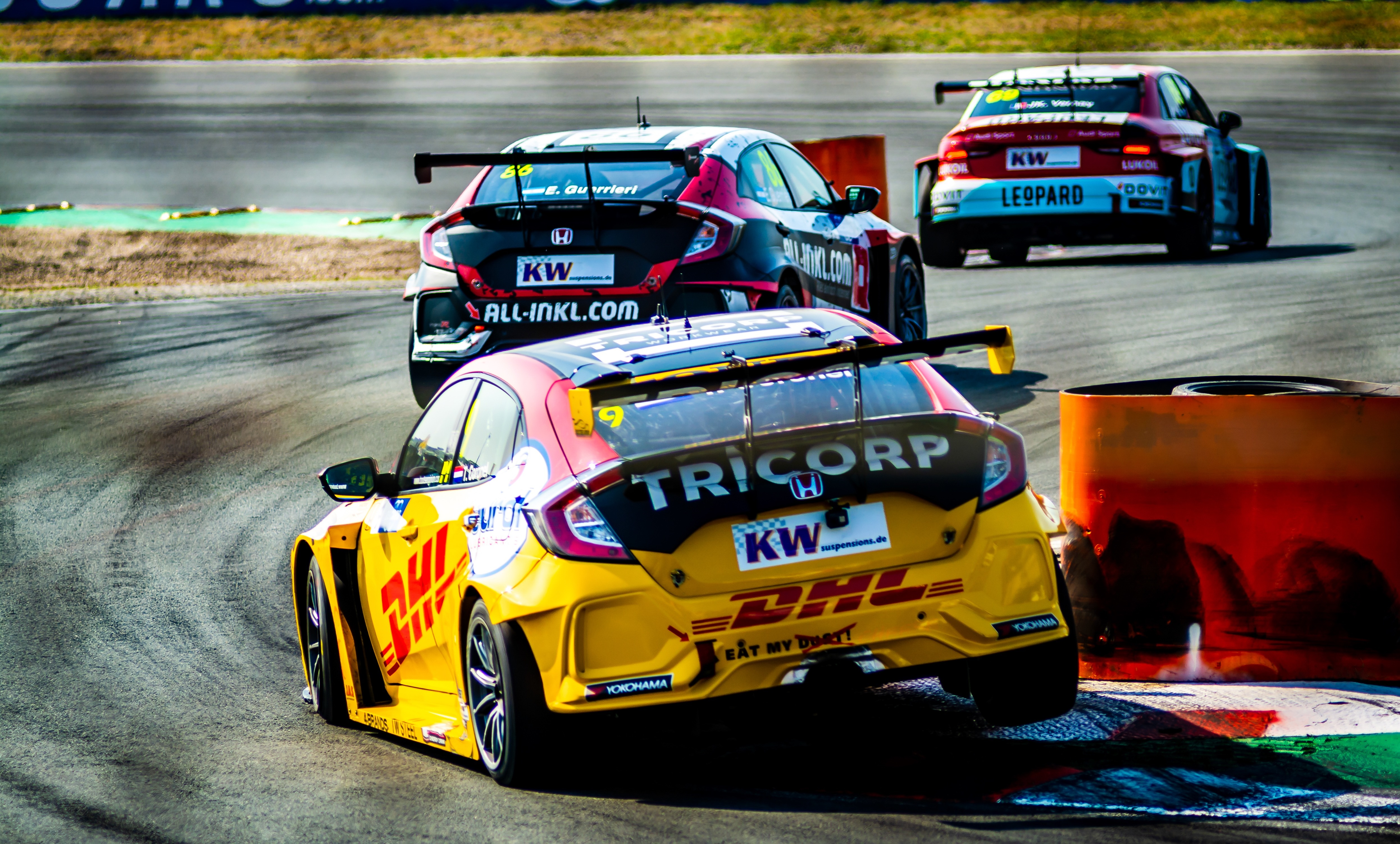
WTCR-Fahrzeuge 2018 in Zandvoort

Donnerstag, 3. Juni
| Anfang                   | Ende      | Klasse                     | Programm           | Strecke            |
| ------------------------ | --------- | -------------------------- | ------------------ | ------------------ |
| 8:00 Uhr                 | 12:00 Uhr | RCN Rundstrecken-Challenge | Leistungsprüfung   | Nordschleife       |
| 11:10 Uhr                | 11:30 Uhr | Tourenwagen-Legenden       | Freies Training    | Grand-Prix-Strecke |
| 12:30 Uhr                | 14:00 Uhr | 24h-Rennen                 | Qualifying 1       | Gesamtstrecke      |
| 14:30 Uhr                | 15:10 Uhr | FIA WTCR                   | 1. freies Training | Gesamtstrecke      |
| 16:25 Uhr                | 18:15 Uhr | ADAC 24h-Classic           | Qualifying         | Gesamtstrecke      |
| 19:00 Uhr                | 19:40 Uhr | FIA WTCR                   | 2. freies Training | Gesamtstrecke      |
| 20:30 Uhr                | 23:30 Uhr | 24h-Rennen                 | Qualifying 2       | Gesamtstrecke      |
| Alle Zeitangaben in MEZ. |           |                            |                    |                    |

Freitag, 4. Juni
| Anfang                   | Ende      | Klasse               | Programm           | Strecke            |
| ------------------------ | --------- | -------------------- | ------------------ | ------------------ |
| 8:10 Uhr                 | 8:30 Uhr  | Tourenwagen-Legenden | Qualifying         | Grand-Prix-Strecke |
| 9:45 Uhr                 | 10:05 Uhr | 24h-Classic          | Einführungsrunde   | Gesamtstrecke      |
| 10:05 Uhr                | 13:05 Uhr | 24h-Classic          | Rennen (3 Stunden) | Gesamtstrecke      |
| 14:05 Uhr                | 14:45 Uhr | FIA WTCR             | Qualifying         | Gesamtstrecke      |
| 15:30 Uhr                | 16:30 Uhr | 24h-Rennen           | Qualifying 3       | Gesamtstrecke      |
| 17:20 Uhr                | 17:25 Uhr | Tourenwagen-Legenden | Einführungsrunde   | Grand-Prix-Strecke |
| 17:25 Uhr                | 17:55 Uhr | Tourenwagen-Legenden | Rennen 1           | Grand-Prix-Strecke |
| 18:30 Uhr                | 20:50 Uhr | 24h-Rennen           | Top-Qualifying 1+2 | Gesamtstrecke      |
| Alle Zeitangaben in MEZ. |           |                      |                    |                    |

Samstag, 5. Juni
| Anfang                   | Ende      | Klasse               | Programm                 | Strecke            |
| ------------------------ | --------- | -------------------- | ------------------------ | ------------------ |
| 9:00 Uhr                 | 9:35 Uhr  | FIA WTCR             | Rennen 1 (3 Runden)      | Gesamtstrecke      |
| 9:45 Uhr                 | 10:05 Uhr | FIA WTCR             | Tank- und Reparaturphase | Gesamtstrecke      |
| 10:20 Uhr                | 10:55 Uhr | FIA WTCR             | Rennen 2 (3 Runden)      | Gesamtstrecke      |
| 11:30 Uhr                | 12:30 Uhr | 24h-Rennen           | Warm-up                  | Gesamtstrecke      |
| 13:15 Uhr                | 13:20 Uhr | Tourenwagen-Legenden | Einführungsrunde         | Grand-Prix-Strecke |
| 13:20 Uhr                | 13:50 Uhr | Tourenwagen-Legenden | Rennen 2                 | Grand-Prix-Strecke |
| 14:15 Uhr                | 15:00 Uhr | 24h-Rennen           | Startaufstellung         | Gesamtstrecke      |
| 15:10 Uhr                |           | 24h-Rennen           | Formationsrunde          | Gesamtstrecke      |
| 15:30 Uhr                |           | 24h-Rennen           | Start Rennen             | Gesamtstrecke      |
| Alle Zeitangaben in MEZ. |           |                      |                          |                    |